# Тмуторокань

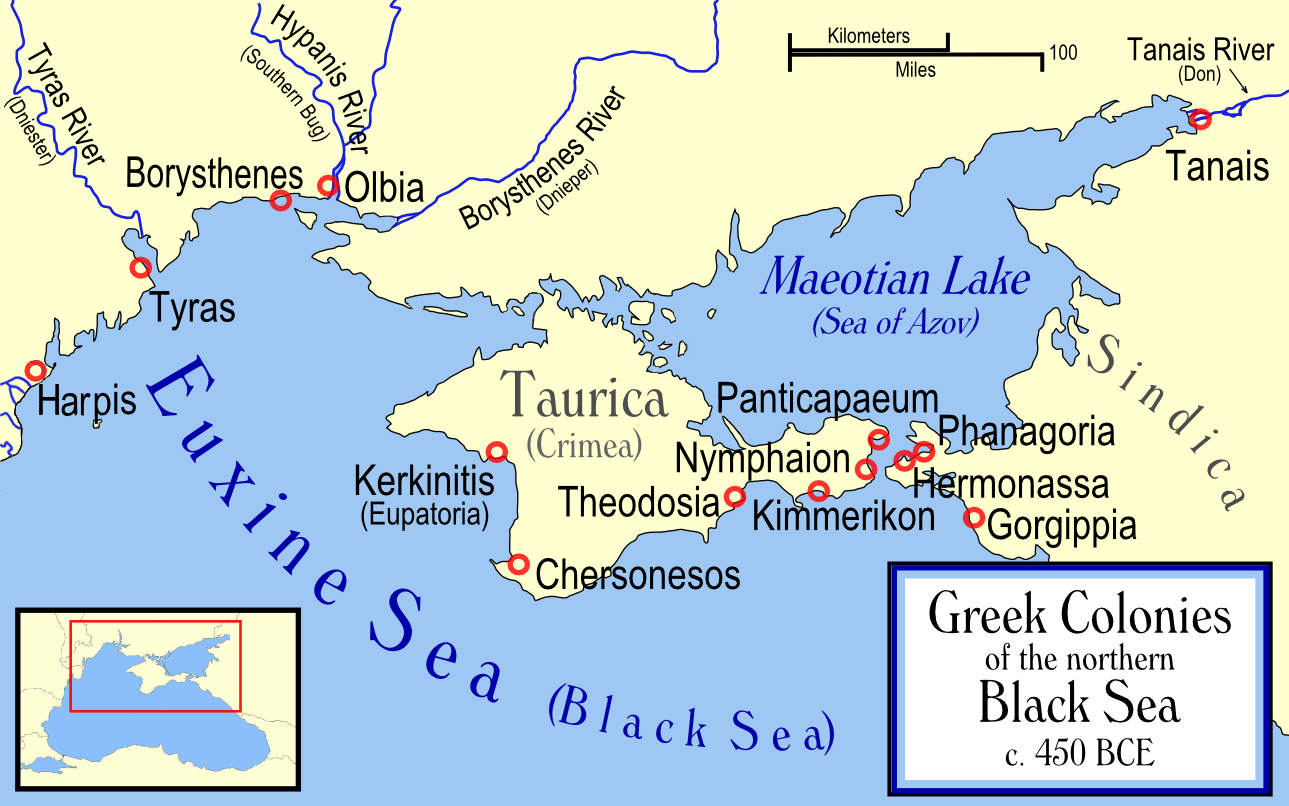
Гермонаса та інші грецькі колонії уздовж північного узбережжя Чорного Моря у 5-у столітті нашої ери.

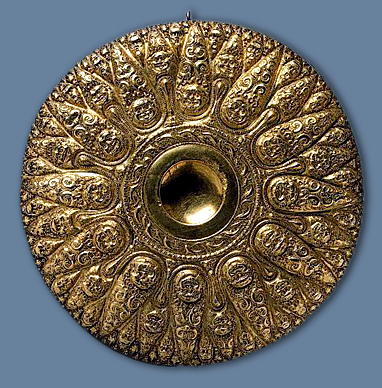
Давньогрецька пляшечка, викопана в Тмуторокані.

Таматарха (грец. Ταμάταρχα), Тмуторокань (д.-рус. Тмуторокань) — місто, гіпотетичний центр Тмутороканського князівства. Розташовувалося на Таманському півострові на місці колишньої грецької колонії Гермонаси (заснованої у 6 ст. до н. е.) і теперішньої станиці Таманської (Кубань). Мешканці Тмуторокані (адиги-касоги, греки, алани, русини, вірмени)[джерело?] займалися рибальством, виноградарством, ремеслами, торгівлею. Через місто підтримувалися політичні й економічні зв'язки Русі з Візантією і Північним Кавказом. Археологічні розкопи (1930—1931 — Олександр Міллер, 1952—1955 — Б.Рибаков) виявили, що в Х столітті місто оточував оборонний мур з цегли-сирцю; в місті були бруковані каменем вулиці і площі.

## Назва
- Гермонасса (грец. Ἑρμώνασσα) — назва давньгрецької колонії (до VI ст.)
- Тамантархан (Tamantarkhan), Тумен-Тархан — хозарська назва міста і фортеці (VI—X ст.)
- Таматарха (грец. Ταμάταρχα), Та Матарха (грец. Τά Μάταρχα) — рання візантійська назва, похідна від хозарської.
- Тмуторокань (д.-рус. Тмуторокань, Тмюторокань[2])) — руська (українська) назва.
- Тмутаракань — російська назва.
- Ма́тарха (грец. Μάταρχα), Ма́траха (грец. Μάτραχα) — пізня візантійська назва (XII—XIII ст.)
- Матрика — назва золотородинського періоду (XIII—XIV ст.)
- Матрега — генуезька назва (XIV—XV ст.)
- Таман — османська назва (XVI—XVIII ст.)

## Історія

### Хозарська доба
Найдавнішу згадку про Таматарху подає список єпископств константинопольського патріархату з першої половини 8 століття. У 9 столітті Тмуторокань з усім Таманським півостровом належала хозарам.
За назвою Самкерць, згадане в посланні хозарського кагана Йосипа кордовському халіфові, що відноситься приблизно до 950 року. В іншому хозарському документі, що зберігається в Кембриджі, є звістка про узяття Самбарея (ще одне ім'я міста) князем Хальгу. Тут, очевидно, йдеться про легендарного київського князя Олега [джерело?].
Спадкоємець Олега князь Святослав Ігорович в 965 році розгромив хозарів, і подальша історія міста зв'язана вже з виникненням тут руського Тмутороканського князівства.
Тмуторокань стала центром Тмутороканського князівства у складі Київської держави, важливим торговим містом з морським портом.

### Руське панування

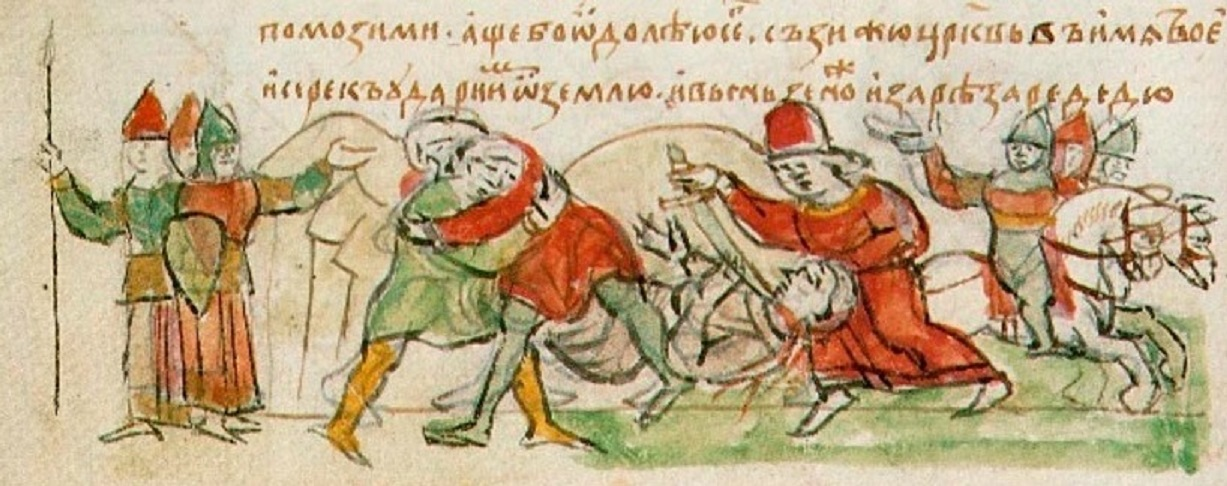
«Вбивство Мстиславом Редеді перед касогами» Радзивіллівський літопис

Під 988 роком в «Повісті минулих літ» вперше згадується один із дванадцяти синів великого князя Володимира Святого — Мстислав. Там же повідомляється, що батько наділив Мстислава Тмутороканською землею.
В 1016 році Мстислав Володимирович, що одержав [джерело?] прізвиська Хороброго і Відважного, допоміг візантійському імператорові відібрати в хозарів Тавриду. Через шість років відбулося знамените єдиноборство Мстислава з князем касогів Редедею, так поетично описане в літописі.

#### Побудова собору Богородиці
З важливіших будівель збереглися залишки фундаментів церкви Богородиці, яку 1023, за розповіддю літопису («Повість временних літ»), поставив Мстислав Володимирович на знак подяки за перемогу над ханом касогів Редедєм. Перемігши Редедю й наклавши на касогів данину, Мстислав побудував у Тмуторокані церкву Пресвятої Богородиці. Можливо, фундамент цієї церкви був відкритий археологічною експедицією академіка Б. А. Рибакова.
Пізніше, зібравши військо з підвладних йому місцевих племен, Мстислав воював зі своїм старшим братом, великим князем Ярославом Мудрим, і здобув перемогу, після якої до нього відійшли всі руські землі по лівому березі Дніпра.

### Князювання Гліба Святославича
Після смерті Мстислава в 1036 році Тмутороканське князівство разом із завойованими землями відійшло до Ярослава, що заповів його вкупі із Чернігівською землею й «всією країною східної» своєму четвертому синові, Святославу. Той своєю чергою передав тмутороканський престол у питоме князювання своєму синові Глібові.
У 1061 році, рятуючись від переслідування великого князя Київського Ізяслава Ярославовича, у Тмуторокань утік чернець Києво-Печерського монастиря, згодом знаменитий літописець Никон.
У другій половині ХІ ст. Тмутораканське князівство, яке тримало під своїм контролем західну частину Північного Кавказу, стає об'єктом конфліктів між так званими «князями-ізгоями», тобто князями, які були позбавлені влади в головних землях Русі. Останні в цей час прагнули повернути собі території батьків, а коли це не вдавалось, намагалися, хоча б, поширити свою владу на віддалені від «Руської землі» території.
Зокрема, в 1064 р. за повідомленням літописця, У 1064 році двоюрідний брат князя Гліба Ростислав Володимирович, що не одержав долі, разом з воєводами Пореєм і Вишатою захопили Тмутороканське князівство, виславши Гліба до батька.

### Князювання Ростислава Володимировича
|  | В лето 6572. Бежа Ростислав Тмутороканю, сын Володимерь, внук Ярославль, и с ним бежа Порей и Вышата, сын Остромирь, воеводы Новгородьского. И, пришед, выгна Глеба из Тмуторокана, а сам седе в него место — Повість временних літ |

Йдеться, зокрема, про нащадка старшого сина київського князя Ярослава Володимировича, новгородського князя-намісника Володимира, який помер у 1052 році, — князя Ростислава. На думку дослідників, Ростислав до прибуття на південь знаходився у Новгороді, про що говорить і наведена вище інформація «Повісті временних літ» про Порея та Вишату, а перед тим, можливо, мав якесь держання у Прикарпатті.
М. С. Грушевський висловлює цілком ймовірну здогадку, що уточнення щодо Новгорода з'явилося в пізніших літописах лише завдяки тому, що разом з Ростиславом в Тмуторокань вирушив Вишата, син новгородського посадника Остромира. «Втім, Вишата міг бути боярином Володимира і поза Новгорода», наголошує він. До дого ж, Порей був київським воєводою, а Вишата ще 1043 року ходив з Володимиром Ярославичем на греків.
У Києві не могли примиритися з тим, що один з ізгоїв силою оволодів княжим престолом. Вже у 1065 році Святослав Ярославич пішов з дружиною на Ростислава. Але той не став підіймати руку на дядька, і коли чернігівська рать прибула на Тамань, князь, не приймаючи бою, відступив у кубанські степи. Втім після того, як полки Святослава покинули місто, молодий князь знову повернувся в Тмуторокань та зумів там закріпитися.
За часів правління Ростислава Володимировича Тмутораканське князівство досягає апогею свого розвитку. Князем були підкорені народи всього Західного Кавказу. Саме велика сила Ростислава як володаря і стала невдовзі причиною смерті князя, проти якого здійснили підступну змову візантійці. Останні в цей час докладають зусиль для того, щоб підкорити східний Крим і Тамань своїй владі. Їх тут особливо цікавила таманська нафта, яка використовувалася для виготовлення ефективної зброї — відомого «Грецького вогню».
У 1066 році князь був отруєний візантійцем Котопаном, який підніс йому вино з отрутою. Поховано Ростислава у тмутороканській церкві Пресвятої Богородиці, побудованій ще Мстиславом Відважним.

### Друге князювання Гліба Святославича
Після цього з доручення жителів Тмуторокані чернець Никон, що брав активну участь у суспільному житті князівства, поїхав у Чернігів до Святослава просити повернення Гліба на князювання.

#### Тмутороканський камінь
В 1792 році на території Таманської фортеці був «знайдений» (В.Білинський «Москва ординська», стор. 89) чудовий пам'ятник руської (давньоукраїнської) палеографії й епіграфіки XI сторіччя — знаменитий Тмутороканський камінь, що зберігається зараз в Ермітажі. Напис, висічений на великому мармуровому блоці, узятому з якоїсь зруйнованої будівлі візантійського або грецького часу, говорить: «У літо 6576 (примітка — 1068 р.), індикта 6, Гліб князь мірил море по льоду от Тмуторокані до Корчева 10000 и 4000 сажень». Пам'ятник є одним з найдавніших руських написів і точно датує перший геодезичний захід на Русі. У перекладі на сучасне літочислення 6 індикт 6576 року означає грудень 1067-го — січень 1068 років. Камінь підтверджує свідчення руських літописів про існування Тмутороканського князівства й установлює його точне місцерозташування. До знахідки каменю це князівство містилося різними дослідниками в досить віддалених один від одного куточках Древньої Русі — від Литви до Криму. Так, В. М. Татищев думав, що Тмуторокань перебувала в Рязанській області. М. М. Щербатов розміщав її в районі Азова. О. Лизлов і П. Ричков визначали місцерозташування князівства й міста біля Астрахані. І. Н. Болтин шукав Тмуторокань у верхів'ях річки Ворскли. Але ще в 1736 році, за 56 років до знахідки каменю, петербурзький професор Г.3.Байер писав: «Тмуторокань є те саме місце, що цесар Костянтин Порфірородний „Таматаркою“ називає й думає проти Босфору або Керчі. Тепер називається це місце на турецьких ландкартах Темрюк і лежить проти міцності Тамана в північно-східній стороні поруч Меотичного моря».
Никон незабаром покинув Тмуторокань, щоб виконати свою історичну місію[джерело?] — створити літописний звід 1073 року, що послужив основою «Повісті временних літ». При від'їзді Никон залишив на князя Гліба заснований в 1068 році на окраїні Тмуторокані монастир, створений за зразком Печерського. Можливо[джерело?], цей монастир розташовувався у підніжжя гори Бориса й Гліба на Фанагорійському острові.

### Князювання Романа Красного і Олега Гориславича
У 1074 виїхав із Тмуторокані Гліб, що одержав у спадок Новгород. У князівстві залишилися його молодші брати — Роман Красний і Олег Гориславич. Роман і Олег разом із двоюрідним братом Борисом В'ячеславичем, запросивши половців, зробили похід на Чернігів і захопили його. Великий князь Ізяслав і його брат Всеволод уклали з половцями сепаратний договір і розбили дружини братів. Роман був убитий, а Олега схопили половці й відправили до Константинополя, а потім у заслання на острів Родос.

### Намісництво Ратибора від князя Всеволода
Спадкоємець Ізяслава великий князь Всеволод надіслав до Тмуторокані свого намісника Ратибора. Відомі[джерело?] знайдені тут свинцеві печатки з написом «від Ратибора», що підтверджують літописні звістки.

### Князювання Давида Ігоровича і Володаря Ростиславовича
В 1081 році молоді князі Давид Ігорович і Володар Ростиславич захопили Тмуторокань.

### Друге князювання Олега Гориславича
Через два роки Олег Святославич, що повернувся з родоського вислання, прогнав Давида й Володаря й знову став тмутороканським князем. У написі на одній з печаток він названий «архонтом Матрахі, Зіхії й всієї Хазарії». Дружина Олега — грекиня Феофанія Музалон — носила титул архонтесси Русі, ще одного міста Тмутороканського князівства, точне місцезнаходження якого не встановлене.

### Зникнення князівства
Останній раз у літописах Тмуторокань згадується під 1094, коли Олег з половцями прийшов у Чернігів, однак В. М. Татищев вважав, що Олег володів Тмутороканським князівством і в 1113 році. Після цього глухі згадування про Тмуторокані відомі тільки в «Слові о полку Ігореві», де вона названа «землею незнаною».
Припинення згадок «Повість временних літ» про Тмуторокань пояснюється тим, що саме в 1094 році (27 квітня; за іншими відомостями — в 1088 році) у Києві помер Никон, який мав його особисті зв'язки із князівством, що надходили в Київську лавру. Більшість говорять про кінець князівства у 1110—1120 рр. Важливе згадування Тмуторокані в рішенні Любецького з'їзду руських князів в 1097 році й в «Ходінні ігумена Данила в Єрусалим» в 1104 − 1106 роках. Керамічні залишки, як і інші знахідки руських ремісничих виробів, а також предметів християнського культу насамперед у Таманському городище також укладаються до 1110 - 1120 років. Історична думка згадує занепад Тмуторокані з половецькою навалою, але відомі розгроми половців в 1111 і 1116 роках полками Володимира Мономаха і Ярополка в низов'ях Дону, які надовго відійшли від руських земель до Каспію. Відсутність половецьких кам'яних баб в середньому й нижньому плині Кубані й на Тамані свідчить проти гіпотези поглинання Тмутороканського князівства половцями. Висувається гіпотеза про виверження вулкану, або землетрус про що свідчать археологічні знахідки цього періоду в Корсуні і інших містах Боспору.

### Подальша історія Тамані
Далі Тмуторокань підпала під впливи половців, пізніше перейшла під владу Візантії, в середині 13 століття під панування Золотої Орди (під назвою Матрики); уже в стані занепаду у 15 столітті була генуезькою колонією, наприкінці 15 століття зруйнована турками і татарами.

## Пам'ятки Тмуторокані
Серед пам'ятників Тмуторокані дуже цікава невелика іконка-образок з каменю з різьбленим зображенням святого князя Гліба, що доводиться тмутороканському Глібові двоюрідним дідусем. По обох сторонах зображення є написи, що повідомляють язичницьке ім'я святого — Гліб і християнське — Давид. Борис і Гліб Володимировичі — перші руські князі канонізовані святі, загиблі в династичних сварках від руки свого двоюрідного брата Святополка Окаянного — прийомного сина Володимира Святого. Ікона із зображенням одного із братів — молодшого Гліба, знайдена тут, підтверджує приналежність Тмуторокані в XI столітті князеві Глібові Святославичу й побічно свідчить про правильність ототожнення її з Таманським городищем.
Особливу групу знахідок становить масовий археологічний матеріал: фрагменти керамічних і скляних виробів, які важко розділити за етнічною приналежністю. Проте така робота була пророблена, і цілі групи речових знахідок стали орієнтирами культури й часу, які допомагають виділити в близькі за технікою виконання предмети руського виробництва. Це важко ще й тому, що підпорядкування Тмуторокані руським князям зовсім не означало переваги у ньому руського населення. У місті жили представники багатьох місцевих племен, однак князівська дружина, очевидно, була переважно руська.

## Християнська роль Тмуторокані
У 8 столітті Тмуторокань мала єпископство, що підлягало митрополії в Доросі в Криму, піднесене у другій половині 10 століття до архієпископства в рамках юрисдикції Константинопільського патріарха. У житті архієпископства відігравало важливу роль руське духовенство.
У 1061—1074 у Тмуторокані жив, у заснованому ним монастирі, літописець Никон. Коли половці опанували причорноморські степи, Тмуторокань залишалася ще деякий час столицею удільного руського князівства, але втратила зв'язок з іншими землями України-Руси; останній раз згадується в «Слові о полку Ігоревім».
Деякі історики (М. Чубатий) приписують Таманській церкві головну роль в християнізації Руси-України перед створенням київської митрополії.
Український дослідник історії Володимир Білінський піддає сумніву теорію про те, що князівство Тмуторокань розташовувалося на Таманському півострові.

## Критика ідентифікації Тмуторокані на Таманському півострові
- Ідентифікація Тмуторокані на Таманському півострові базована тільки на двох постулатах: згадування літопису про накладання Тмутороканським князем Ростиславом данини на касогів та виявленні Тмутороканського каменя в Тамані.
- Ні європейські хроніки, ні арабські, ні візантійські літописи, ні в XI, ні в XII, ні в наступних століттях нічого про загадкове князівство на березі Азова не згадували[10].
- Назва візантійського міста Та-Манарха має мало спільного з назвою міста Тмуторокань.
- На Тамані не виявлено жодних слідів слов'янської присутності. Воно є типовим елінізованим містом Візантійської імперії.
- Тмутороканський камінь з написом князя Гліба, який є фактично єдиним свідченням про місцезнаходження Тмуторокані саме в Тамані, свого часу був визнаний підробкою, фальсифікацією графа Мусіна-Пушкіна. Навіть Катерина ІІ не повірила цій підробці і наказала повернути камінь назад в Тамань. Лише пізніше, коли Російській імперії стало вигідно ідентифікувати північний Кавказ як ісконно російські землі, Тмутороканський камінь був поміщений в Ермітаж.
- В літописах неодноразово розповідається про те, що Тмуторокань належала Чернігівському князівству. Князі та їх сини постійно пересуваються між Черніговом та Тмутороканню так, ніби вони знаходяться порівняно недалеко один від одного.
- Літописний «Спи́сок ру́ських міст дале́ких та бли́зьких» розміщує місто Тмуторокань десь на річці Десна.
- Етимологія літописної назви міста Тмуторокань, ймовірно пов'язана з іменем невідомого половецького хана. В іншій частині літопису розповідається, як русини йдуть походом на половецьке місто Шарукань, яке бере свою назву від імені половецького хана Шарукана. У випадку з Тмутороканню простежується подібна аналогія.
- Історик Василь Татищев вважав, що Тмуторакань могла бути в Рязанській області, Андрій Лизлов локалізував її поблизу Астрахані, князь Михайло Щербатов наполягав, що Тмуторакань — це князівство, і знаходилося воно поблизу Азова[10].